# Kohlmühle (Hohnstein)
Kohlmühle je vesnice, místní část města Hohnstein v německé spolkové zemi Sasko. Nachází se v zemském okrese Saské Švýcarsko-Východní Krušné hory a má 96 obyvatel.

## Historie
Do roku 1756 stával u ústí potoka Kohlichtgraben mlýn. V srpnu 1877 byla uvedena do provozu železniční trať Budyšín – Bad Schandau se samostatnou zastávkou Kohlmühle (od roku 1936 nese název Goßdorf-Kohlmühle). Ta sloužila především pro nákladní dopravu místní papírně (pozdější továrna na linoleum). V květnu 1897 začal pravidelný provoz na úzkorozchodné trati z Kohlmühle do Hohnsteinu. Rozvoj průmyslové výroby po roce 1902 vedl k výstavbě obytných domů a vzniku vesnice. Na přelomu 19. a 20. století se stalo místo oblíbeným výletním cílem lázeňských hostů ubytovaných v Bad Schandau. V roce 1951 byla zrušena trať do Hohnsteinu. Jako součást původně samostatné obce Goßdorf bylo Kohlmühle začleněno v roce 1994 do města Hohnstein.

## Geografie
Kohlmühle je nejmenší část města Hohnstein. Nachází se v Sebnickém údolí jižně od Goßdorfu v říční nivě Sebnice, která zde dosahuje nadmořské výšky 140 m. Podél řeky se rozkládá evropsky významná lokalita Lachsbach- und Sebnitztal. Velkou část zástavby zaujímá chátrající areál bývalé továrny Linoleumwerk (Likolit), které byla nařízena roku 2016 insolvence.

## Pamětihodnosti
- nádražní budova
- tovární budova z roku 1902